# 耧斗菜白粉菌
耧斗菜白粉菌（学名：Erysiphe aquilegiae）是属于白粉菌目白粉菌科白粉菌属的一种真菌，寄生在耧斗菜属植物上。该种分布于中国、日本、法国、俄罗斯、波兰、瑞典、德国等。